# バライロガモ
バライロガモ （薔薇色鴨、Rhodonessa caryophyllacea）は、カモ目カモ科バライロガモ属に分類される鳥類。本種のみでバライロガモ属を形成する。

## 分布
インド北東部、ネパール中部、ミャンマー

## 形態
全長62センチメートル。翼長オス25-28.2センチメートル、メス25-26センチメートル。
虹彩は橙色。後肢は暗赤色。
オスは後頭がやや隆起する。頭部から後頸にかけての羽衣が淡赤紫色やピンク色で、全身の羽衣は黒い。次列風切の光沢（翼鏡）は橙がかったピンク色。風切羽の外縁（羽縁）は淡赤色。

## 生態
森林内にある湿性草原や湿原、湖沼の周辺などに生息する。数羽からなる小規模な群れを形成して生活する。樹上に止まったり、潜水することはない。
食性は植物食で、ウキクサ科の植物などを食べる。
繁殖形態は卵生。丈が高い茂みの中に巣を作り、5-10個の卵を産む。

## 人間との関係
開発による生息地の破壊、乱獲などにより生息数は激減している。インドでは1935年以降発見例がなく、ネパールでも19世紀に絶滅したと考えられている。ミャンマーでは1970年代に不確実な発見例があるものの、絶滅した可能性が高い。